# Kadam Chöchung (Lachen Künga Gyeltshen)
| Tibetische Bezeichnung                                  |
| ------------------------------------------------------- |
| Andere Schreibweisen: Kadam Chöjung                     |
| Chinesische Bezeichnung                                 |
| Vereinfacht: 噶当派教法史; 噶当派教法源流               |
| Pinyin:Gedang pai jiaofa shi; Gadang pai jiaofa yuanliu |

Das Kadam Chöchung (tib. bKa'-gdams chos-'byung), eigentlich bka' gdams chos 'byung gsal ba'i sgron me, des Gelehrten Lachen Künga Gyeltshen (bla chen kun dga' rgyal mtshan; 1432–1506) ist ein Werk der tibetischen historiographischen Chöchung (chos 'byung) -Gattung aus dem Jahr 1494.
Das Werk ist eine Geschichte der Kadampa und enthält eine generelle Darstellung der Schule, der einzelnen Überlieferungen sowie eine abschließende Darstellung der Gelug-Schule, die als Kadam Sarma (bka' gdams gsar ma) oder Neue Kadam präsentiert wird.